# Carl Götze
Carl Götze (ur. 2 marca 1902 w Düsseldorfie, zm. 17 maja 1972 tamże) – niemiecki pilot balonowy, członek klubu w Düsseldorfie.

## Życiorys
Był pionierem baloniarstwa w Düsseldorfie i członkiem klubu Der Düsseldorfer Luftfahrt-Klub. Po raz pierwszy wystartował w XIX Pucharze Gordon Bennetta w Cleveland razem z Hugo Kaulenem na balonie Düsseldorf. Zajęli 5. miejsce po przebyciu 551 km i 19 godzinach lotu. W 1934 roku podczas XX Pucharu wystartował z dr Erichem Burghardtem. W 1935 roku startuje z Wernerem Lohmannem. W XXI Pucharze Gordona Bennetta startują na balonie Erich Decu i zajmują 4. miejsce. Ich balon osiąga pułap 8000 metrów. W kolejnym roku zajmują ponownie 4. miejsce, a ich balon podczas lądowania niedaleko Morza Białego ulega zniszczeniu. W 1937 roku po raz ostatni startują w zawodach na balonie Alfred Hildebrandt. Podczas przelotu nad terytorium Czechosłowacji wszystkie niemieckie załogi zostają zmuszone do lądowania przez czeskie samoloty.
Istniejący od kwietnia 1937 roku Narodowosocjalistyczny Korpus Lotniczy przejmuje lotniska. Kluby zostają rozwiązane, a członkowie zostają powołani do wojska. Dopiero w latach 50. XX wieku klub zostaje ponownie otwarty. W 1953 roku Carl Götze razem z Wernerem Lohmanem biorą udział w zawodach balonowych na balonie NOWEA-DÜSSELDORF. W 1967 roku klub otrzymuje od Carla balon o pojemności 945 m³ noszący nazwę CARL GÖTZE. Niestety rok później zostaje on zniszczony przez uderzenie pioruna. Zastępuje go balon CARL GÖTZE II. W 1972 roku Carl Götze obchodzi 70 urodziny. Umiera 17 maja.

## Upamiętnienie
W 1973 roku zostaje otwarta nowa hala, która otrzymuje nazwę Carl Götze Halle. Od 1974 roku organizowany jest wyścig o Puchar Carla Goetze (Carl-Götze-Pokal).